# Dyscinetus subsericeus
Dyscinetus subsericeus är en skalbaggsart som beskrevs av Hermann Burmeister 1847. Dyscinetus subsericeus ingår i släktet Dyscinetus och familjen Dynastidae. Inga underarter finns listade i Catalogue of Life.